# Ali Ibadullayev
Ali Aziz oglu Ibadullayev (en azerí: Əli Əziz oğlu İbadullayev; 11 de abril de 1951, Bakú) es un escultor y pintor de Azerbaiyán.

## Biografía
Ali Ibadullayev nació el 11 de abril de 1951 en la ciudad de Bakú. Entre 1966 y 1970 estudió en la Escuela Estatal de Arte en nombre de Azim Azimzade. Después continúa su educación en la Escuela Superior de Artes e Industria de Moscú entre 1970 y 1975. Ha sido miembro de la Unión de Artistas de la Unión Soviética y de Azerbaiyán desde 1978.
Ali Ibadullayev es conocido principalmente como escultor. Ha trabajado con su colega, Salhab Mammadov, en la mayoría de las esculturas desde 2006. En 2011 la exposición individual de Ali Ibadullayev se llevó a cabo en la ciudad de Berlín. Sus obras se conservan en diversos museos de Azerbaiyán, Rusia, Alemania, Canadá y colecciones privadas de España, Italia, Francia, Bélgica, Dinamarca, Suecia, Países Bajos, Gran Bretaña, Turquía, Suiza, Japón, Argelia, Estados Unidos, Venezuela y otros países.

## Premios y títulos
- Premio del Comité Internacional de la Cruz Roja (1996)
- Artista de Honor de Azerbaiyán (2006)[4]
- Premio “Zirva” (2012)[5]
- Artista del pueblo de la República de Azerbaiyán (2015)[6]

## Galería

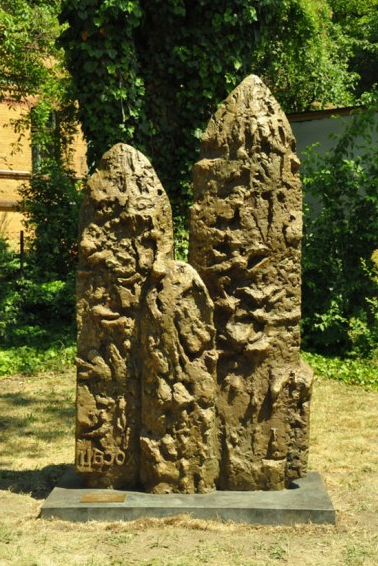
"Monumento conmemorativo de la Masacre de Jóyali" (2011, Berlín)
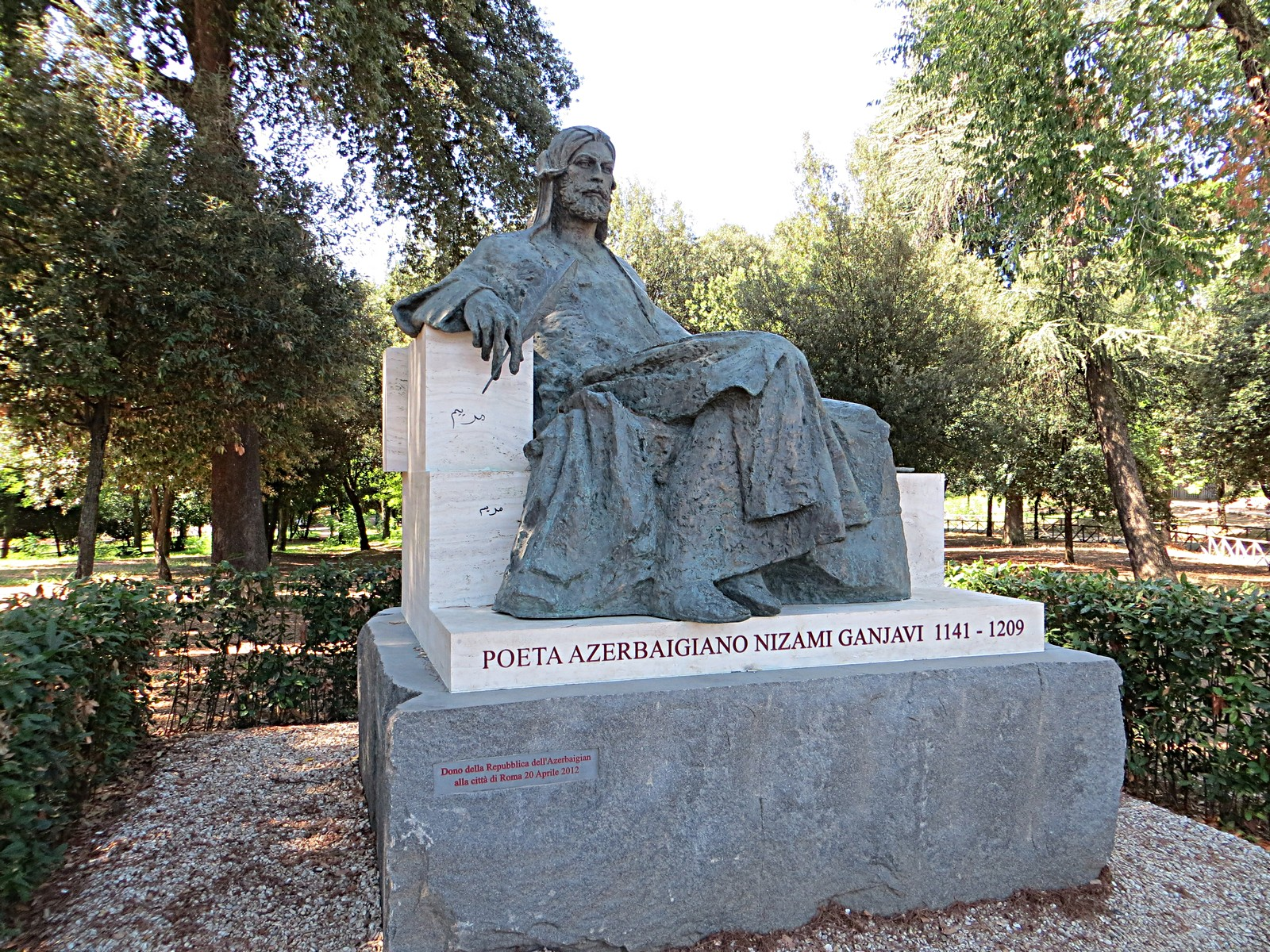
"Monumento en honor a Nezamí Ganyaví" (2012, Roma)
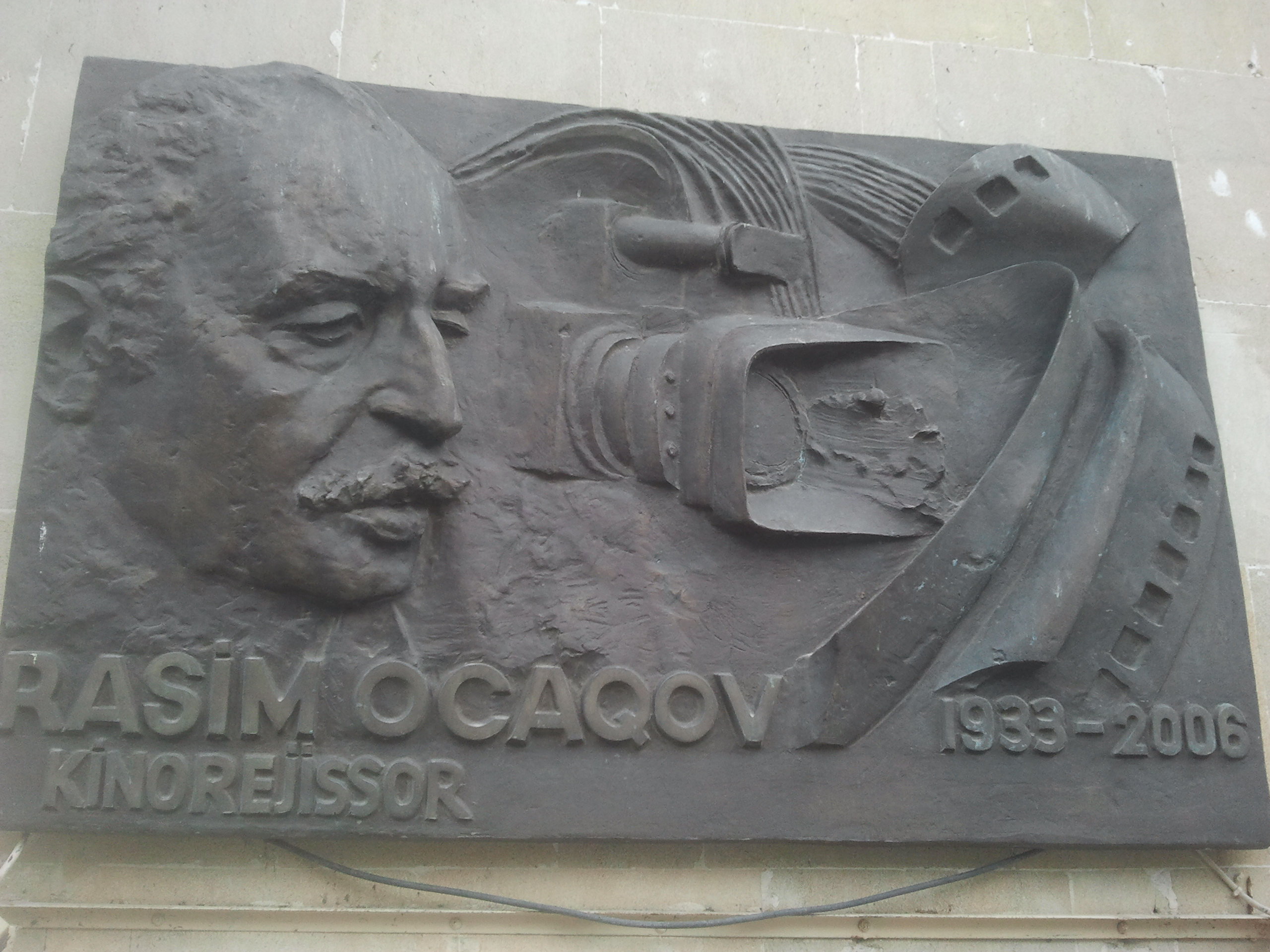
"La placa conmemorativa en memoria de Rasim Ojagov" (2013, Bakú)
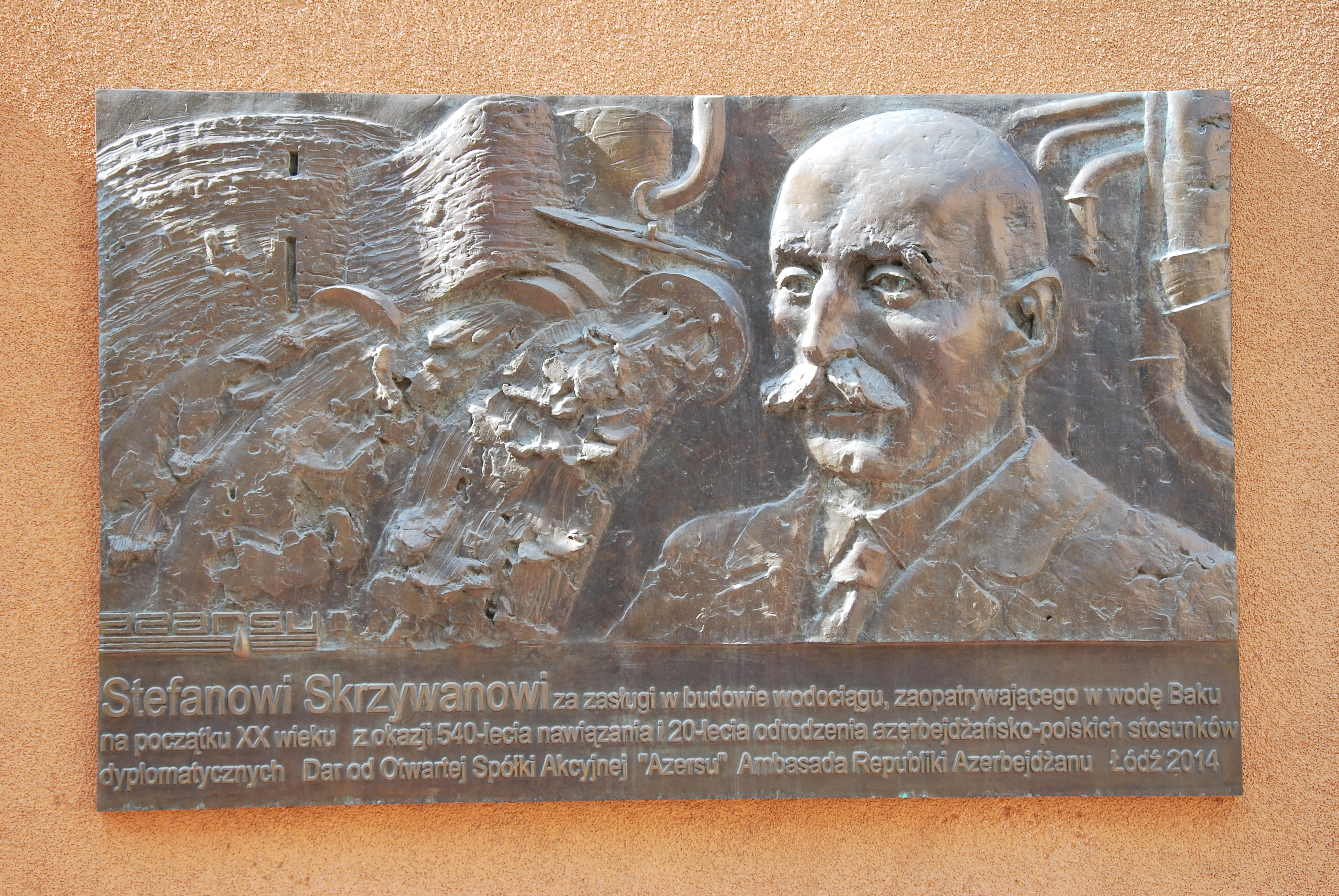
"La placa conmemorativa en memoria de ingeniero Stefan Skshyvan" (2013, Lodz, Polonia)